# 民間航空の安全に対する不法な行為の防止に関する条約
民間航空の安全に対する不法な行為の防止に関する条約（みんかんこうくうのあんぜんにたいするふほうなこういのぼうしにかんするじょうやく、英語: Convention for the Suppression of Unlawful Acts Against the Safety of Civil Aviation）は、民間航空機の安全を脅かす犯罪行為、その犯人の処罰や引き渡し等を定めた多国間条約である。

## モントリオール条約
本条約は1971年9月23日にモントリオールで作成され、1973年1月26日から効力が生じた。日本は1974年6月12日に加入書を寄託し、同年6月19日公布及び告示、同年7月12日から効力が発生した。略称として民間航空不法行為防止条約やモントリオール条約（英語: Montreal Convention）とも呼ばれる。

## モントリオール議定書
1988年2月24日、やはりモントリオールにおいて本条約を補足する議定書として千九百七十一年九月二十三日にモントリオールで作成された民間航空の安全に対する不法な行為の防止に関する条約を補足する国際民間航空に使用される空港における不法な暴力行為の防止に関する議定書（英語: Protocol for the Suppression of Unlawful Acts of Violence at Airports Serving International Civil Aviation, supplementary to the Convention for the Suppression of Unlawful Acts against the Safety of Civil Aviation）が作成され、1989年8月6日から効力が生じた。日本は1998年4月24日に加入書を寄託し、同年4月30日公布及び告示、同年5月24日から効力が発生した。本議定書は、国際民間航空に使用される空港の安全を脅かす暴力行為の犯人又は容疑者が刑事手続きを免れることのないよう、締約国に対して、犯人を当該締約国に引渡すか自国での裁判権を設定することを義務付けるものである。略称として空港不法暴力行為防止議定書やモントリオール議定書（英語: Montreal Protocol）とも呼ばれる。